# Juan Tomás Encina del Peral
Juan Tomás Encina del Peral, (Albacete, 21 de diciembre de 1777 – Alcaraz, 16 de abril de 1856) fue un jurista español del siglo XIX, Alcalde mayor de las villas de Tolox y Monda (1815-1820) y de Fuensalida (1832-1835).

## Biografía
Nació en la villa de Albacete, el 21 de diciembre de 1777.
Estudió Filosofía escolar y moral, y tres años Derecho civil romano en el Seminario Conciliar de San Fulgencio en la ciudad de Murcia. Obtuvo el bachiller y precedida la práctica y demás requisitos necesarios, se recibió de Abogado por el Consejo Real de la villa de Albacete (1801).
Fue comisionado para la venta de bienes de Obras pías de la villa de Albacete y ocho pueblos en su distrito; por orden del encargado principal de Murcia con aprobación del comisionado Regio, la que desempeñó a satisfacción del gobierno.
Fue comisionado por el Ayuntamiento en diferentes asuntos urgentes en la época de la revolución, como el surtido de tropas, conducción de quintos a la capital, y disolución de las dudas que ocurrieron en los sorteos; cuyos dictámenes fueron aprobados por la Junta de agravios de la ciudad de Murcia.
Según recoge en "La defensa de la provincia de Albacete durante la Guerra de la Independencia", escrito por Matilde Morcillo Rosillo, fue subteniente de infantería entre los años 1808 y 1809 y así dice que:
"La Junta albaceteña formó cuatro compañías de 500 ciudadanos para luchar contra los franceses, proponiendo como Comandante, oficiales, sargentos y cabos a personajes cuyos nombres nos resultan familiares. De hecho casi todos los capitulares se vincularon en la defensa de la nación"
"En mayo de 1808 se constituiría en la villa una Junta de Gobierno, de la que formaron parte las “fuerzas vivas” del municipio y en la que el Sr. Moreno actuaría como secretario. La actividad de esta nueva Junta comenzaría diligentemente. Junto a las medidas de “policía” y seguridad, se decidió formar cuatro compañías de 500 ciudadanos para luchar contra los franceses, proponiendo como Comandante, oficiales, sargentos y cabos a personajes del propio consistorio. En esta ocasión, el Sr. Moreno sería nombrado Subteniente de una de las compañías de infantería, junto a Francisco Javier de Vera, Lino Montesinos y Juan Tomás Encina."
Fue nombrado por el Jefe político de la ciudad de Granada, Juez de Letras interino de la ciudad de Vélez-Málaga, municipio de la provincia de Málaga el 16 de octubre de 1812, fue aprobado por la Regencia, y sirvió este destino desde aquella fecha hasta 1815.
El 8 de marzo de 1813 en el diario de sesiones de las Cortes Generales y Extraordinarias, se recoge: "Acerca de una representación del ayuntamiento constitucional de Vélez-Málaga, quien fundado en que los jueces interinos de primera instancia, después de publicada y jurada la Constitución, y nombrado el ayuntamiento constitucional, debían cesar en la administración de la justicia civil y criminal, había rehusado poner en posesión de juez interino a D. Juan Tomás Encina, elegido por el jefe político de Córdoba, propuso la misma comisión, y lo aprobaron las Cortes, que dicha representación pasase a la Regencia del Reino, para que tomase la providencia correspondiente con arreglo a los decretos de las mismas que tratan de estos asuntos."
En 1815, fue nombrado Subdelegado de Rentas para Vélez-Málaga (Málaga) y Corregidor de Tolox y Monda (Málaga); de 1815 a marzo de 1820, Alcalde mayor de Tolox y Monda (Málaga), siguiendo después en concepto de Juez de primera Instancia; Juez en 1821 de Nerja (Málaga), de Estepa (Sevilla) del 25 de julio de 1821 a 1823; el 8 de mayo de 1823 tomó posesión del Juzgado de Primera Instancia de Vélez-Málaga, también en 1823 Juez de Primera Instancia en Huéscar (Granada). Fue repuesto interinamente en la Vara de Alcalde mayor de Tolox y Monda (Málaga) por Real Acuerdo, tomando posesión de dicha Vara en la villa de Monda el día 9 y en la de Tolox el 10 de abril de 1824 y el 21 de junio de 1826 fue propuesto en segundo lugar para el corregimiento de Cambados, Pontevedra.
En 1828, fue juez de la comisión nombrada por S.M. como juzgado de la Real Casa:
"En el año de 1828 se cometió un grave delito en el real sitio de San Fernando, robando la casa de la administración y asesinando al administrador de S.M., D.N. Burgos persona muy querida por el rey Fernando VII. Por esta razón y por el desacato cometido en un palacio real, Fernando VII tuvo un grande empeño en que se averiguase quiénes eran los autores del crimen perpetrado: todas las autoridades se pusieron en movimiento, no perdonando medio alguno para descubrir los malhechores. El capitán general, el alcalde mayor de Torrejón, la sala de alcaldes de Casa y Corte, el juzgado privativo de la Real Casa y la subdelegación de policía, formaron separadamente diligencias, resultando presas por sospechas de aquel grave crimen hasta 60 personas. Nombrada por S.M. una comisión especial como juzgado de la Real Casa, de que era juez D Tomás Encina y fiscal D José María Monreal, abogado hoy de este colegio, que ejerce su profesión con tanta gloria, persona recomendable, justamente apreciada por los hombres honrados de todos los partidos políticos, se pidió durante el curso del proceso entre otras cosas, que la subdelegación de policía dijera los datos en que fundaba la aserción de que las personas que ella había preso eran los verdaderos autores del crimen."
El 28 de noviembre de 1828 fue nombrado por el Intendente de Málaga, Juez de Comisión nombrada para pasar a la villa de Ojén (Málaga), y hacer efectivo el cobro de noventa mil y más reales que adeudaba a la Caja de Amortización.
El 28 de diciembre de 1831, en Madrid fue nombrado por S.M. el Rey, Alcalde mayor de la villa de Fuensalida (Toledo), cargo que ocupó hasta enero de 1835, y del que cesó a consecuencia de la nueva división territorial de partidos judiciales, habiéndose agregado a Fuensalida en el partido judicial de Torrijos (Toledo).
En consulta de 13 de junio de 1832 fue propuesto en segundo lugar para la Vara de Alcañices (Zamora). En otra de 9 de agosto siguiente lo fue en segundo lugar para el corregimiento de Rota y Chipiona (Cádiz) .
A la espera de una nueva colocación y como no le fue posible permanecer en esa Corte por falta de medios, resolvió trasladarse a la villa de Albacete, donde poseía un pequeño vínculo y le era posible facilitarse allí medios para cubrir las grandes atenciones que pesaban sobre él como eran su esposa y doce hijos. Posteriormente fue nombrado, Fiscal de Ventas, de la Dirección General de Ventas de la provincia de Albacete, cargo que desempeñó desde junio de 1837.
Aparece reflejado en el libro, "El Nacimiento del Albacete contemporáneo (1834-1839)", como propietario de dos parcelas; además consta también el 4 de julio de 1838 como suscriptor en el proceso de elección de los Individuos para la Junta de Gobierno del Colegio de Abogados hasta final de año; y el 1 de marzo de 1841 como abogado clase tercera, para la contribución extraordinaria de Guerra en el Libro de Juntas Generales celebradas por los Abogados del Colegio de la Audiencia Territorial de Albacete, desde el 4 de julio de 1838, fecha en la que fue instalado.
Ejerció como Promotor Fiscal en propiedad, del Juzgado de Primera Instancia de Priego (Cuenca) en 1841. También en 1841 y en 1842 del juzgado del Burgo de Osma (Soria); y desde el 11 de julio de 1844 a 1850 del juzgado de Alcaraz (Albacete).
En el expediente personal del Juez Juan Tomás Encina, en el Archivo Histórico Nacional, consta fecha de formación 1815/1856, y existe expediente de clasificación de jubilación, como juez de 1.ª Instancia pero no consta qué fecha.
Falleció el 16 de abril de 1856 en la ciudad de Alcaraz (Albacete).

## Familia
Fue hijo del regidor perpetuo de la villa de Albacete, Julián Joseph Encina y Martínez y de María Jacinta Roca del Peral Díaz, naturales los dos de la villa y fue bautizado en la iglesia de San Juan Bautista (Albacete), el 23 de diciembre de 1777, con el nombre de Juan Josef Thomás.
Nieto del maestro cirujano Juan de la Encina Arias y María Catalina Ysidora Martínez Quiñones; y del escribano Martín del Peral y Onate y María Josepha Díaz Fajardo, oriunda de Manzanares (Ciudad Real), y el resto naturales de la villa de Albacete.
Se casó en primeras nupcias con Ignacia María Candelas López y Díaz, natural de Albacete, hija de Francisco López Fernández e Ygnacia Díaz Martínez, el 15 de diciembre de 1803 en San Juan Bautista (Albacete) y, en segundas nupcias, con Isabel Ordóñez y Avilés, natural de Benarraba (Málaga), hija de Antonio Ordóñez e Ysavel Avilés, el 27 de agosto de 1819 en la Iglesia parroquial de Nuestra Señora de la Encarnación Benarraba (Málaga).
Según las fuentes que se disponen fue padre de doce hijos de los cuales tuvo al menos cuatro con Ignacia López: Luisa, Julia, Petra y Benita Encina López; y seis con Isabel Ordóñez: Juan Tomás, Dolores, Julián, Isabel, Adelaida y María de la Encarnación Encina Ordóñez.
Cuatro de sus hijos contrajeron nupcias en la Iglesia de la Santísima Trinidad (Alcaraz): el 19 de marzo de 1842, su hija Petra contrajo matrimonio con Ramón Giraldez; el 28 de febrero de 1851, su hija Encarnación contrajo matrimonio con Juan Galo Ponce de León y Monedero, hijo de Francisco Ponce de León y Martínez y María Rosa Monedero Collado; el 28 de enero de 1853, su hijo Juan Tomás se casó con Antonia Genara Crespo Crespo, hija de Juan Antonio Crespo Abascal y Josefa Crespo Rebuelta y el 4 de noviembre de 1853, su hija Dolores se casó con Julián Nicomedes Crespo Crespo, hijo de Juan Antonio Crespo Abascal y de Josefa Crespo Rebuelta.
Sus otros hijos contrajeron matrimonio tras su fallecimiento: El 14 de agosto de 1856, su hijo Julián lo hizo con María de los Dolores Candebat y Guzmán, oriunda de Chucena (Sevilla), hija de José Candebat, natural de Sevilla y Bernarda Guzmán y Alonso, natural de Los Palacios (Sevilla); el 17 de septiembre de 1856, su hija Isabel se casó con Justo Belda Munera, hijo de Francisco Belda y Ana María Munera y el 10 de enero de 1873, su hija Adelaida con Manuel Sánchez Sánchez, natural de Granada, hijo de Manuel Sánchez y Ramona Sánchez.
Entre sus descendientes se encuentran personajes tales como el médico Luis Encina Candebat, alcalde de Málaga, los juristas: José Encina Candebat; los hermanos Francisco, Juan, Luis y José Ponce de León y Encina; José Luis Ponce de León y Belloso; Luis Díez-Picazo y Ponce de León y Vicente Calatayud y Ponce de León. Igualmente el pintor Alfonso Ponce de León Cabello, su hermano el Ingeniero de Caminos, Canales y Puertos, Luis Ponce de León Cabello alcalde y gobernador de Pontevedra, y José María Calabuig y Ponce de León décimo marqués de Lara, entre otros.